# Colossoma
Colossoma is een monotypisch geslacht van straalvinnige vissen uit de familie van de echte piranha's (Serrasalmidae).

## Soort
- Colossoma macropomum (Cuvier, 1818) (Zwarte pacu)